# Convento della Pietà (Tropea)
Il convento della Pietà sorge a Tropea, nelle vicinanze del centro storico.

## Storia
Il convento della Pietà, sorto nel 1639, edificato per accogliere i giovani della nobiltà di Tropea e dintorni, fu per anni sede delle carceri ed infine dell'asilo cittadino.
La struttura si sviluppa attorno ad una ampia corte centrale articolandosi anche ai piani interrati, le grandi volte che possono indicare intorno al 1600 la data di prima costruzione. Situato nella parte antica della città, di fronte alla chiesa di Santa Maria dell’Isola.
L'edificio subì in seguito altre trasformazioni, negli anni ottanta lo stabile, fu sottoposto finalmente ad un accurato restauro progetto dell'architetto Luigi Giffone (ex proprietario), direzione dei lavori dell'Ing. Edoardo Toraldo, esecuzione delle maestranze di Antonio Caracciolo. Che ha consentito il recupero delle strutture, oggi l'antico monastero è un silenzioso condominio.
Il convento comprende la chiesa della Pietà costruita a partire dal 1645, in attesa di un restauro.